# Sebastián Borensztein

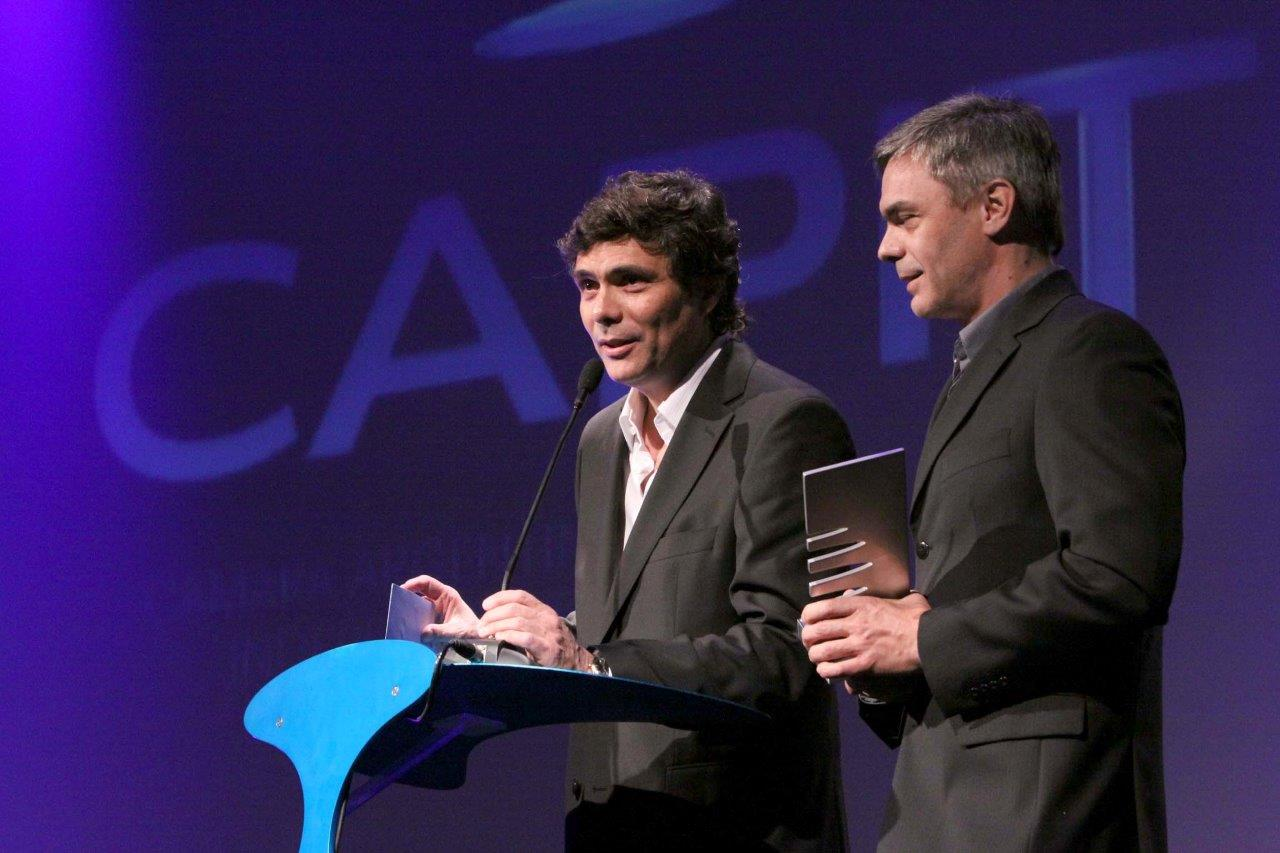
Sebastián Borensztein (destra) con suo fratello Alejandro (sinistra).

Sebastián Borensztein (Buenos Aires, 22 aprile 1963) è un regista, sceneggiatore e scrittore argentino, attivo dal 1991. Suo padre era Tato Bores.

## Biografia
Laureatosi in Scienze della Comunicazione presso l'Universidad del Salvador, si formò come regista di attori presso la scuola di Augusto Fernandes. Iniziò come creativo pubblicitario a metà degli anni '80, in agenzie come David Rato, McCANN-ERICKSON, Ortiz Scopesi, Ogilvy & Mather e Colonnese Lintas. Passò poi a sceneggiare, produrre e dirigere per suo padre, l'attore comico Tato Bores, tra il 1988 e il 1994.
Tale attività gli fruttò numerosi Premios Martín Fierro come sceneggiatore e regista a livello nazionale, e a livello internazionale il Premio Ondas assegnato dalla Cadena SER come uno dei cinque migliori programmi TV in lingua spagnola. Dopo tale periodo creò la miniserie horror El Garante, per la quale ha ricevuto il plauso della critica, quattro Premios Martín Fierro (tra cui quello di miglior regista), il Premio Fund TV e quello Broad Casting, una nomination agli Emmy Awards, e il Premio Argentores della Sociedad General de Autores de la Argentina.
Nel 2001 si è distinto con il Premio Konex come uno dei cinque migliori registi televisivi del decennio, mentre era in corso la serie TV di suspense Tiempo final da lui creata, trasmessa in Argentina da Telefe negli anni 2000, 2001 e 2002. Nel 2005 ha iniziato a concentrare la sua carriera sul cinema, sia nei lungometraggi che nella pubblicità. Il suo lungometraggio d'esordio, La suerte está echada (2005), gli valse diversi premi internazionali. Del 2010 è la sua opera seconda, Sin memoria.
Borensztein è l'autore del testo della canzone del 1992 Mi vieja, resa popolare dal chitarrista blues, rock e heavy metal Pappo.

## Filmografia

### Cinema

#### Regista e sceneggiatore
- La suerte está echada (2005)
- Sin memoria (2010)
- Cosa piove dal cielo? (Un cuento chino) (2011)
- Capitano Kóblic (Kóblic) (2016)
- Criminali come noi (La Odisea de los Giles) (2019)
- Riposare in pace (Descansar en paz) (2024)

#### Attore
- Chicos ricos, regia di Mariano Galperín (2000)

### Televisione

#### Sceneggiatore
- Tato, la leyenda continúa (1991)
- Tato de América (1992)
- El Garante (1997)
- La condena de Gabriel Doyle (1998)
- La Argentina de Tato (1999)
- Tiempo final (2000)
- Malandras (2003)
- Iosi, el espía arrepentido (2021)

#### Regista
- Tato, la leyenda continúa (1991)
- Tato de América (1992)
- El Garante (1997)
- La condena de Gabriel Doyle (1998)
- La Argentina de Tato (1999)
- Tiempo final (2000)
- Iosi, el espía arrepentido (2021)

## Riconoscimenti (parziale)
- Premio Martín Fierro
  - 1992 – Premio Martín Fierro al Mejor Director per Tato de América
  - 1997 – Premio Martín Fierro al Mejor Director per El Garante
  - 2001 – Premio Martín Fierro al Mejor Director per Tiempo final
- Academia de las Artes y Ciencias Cinematográficas de la Argentina
  - 2011 – Mejor Película de Ficción per Un cuento chino
- Premio Goya
  - 2012 – Premio Goya a la Mejor Película Iberoamericana per Un cuento chino
  - 2020 – Premio Goya a la Mejor Película Iberoamericana per La Odisea de los Giles
- Fantasporto
  - 2012 – Semana dos Realizadores: Prémio Melhor Realização per Un cuento chino
- Festival Internazionale del Film di Roma
  - 2011 – Marc'Aurelio d'Oro per il Miglior Film e Premio del Pubblico BNL per Un cuento chino